# Aleksandra Zabielina
Aleksandra Iwanowna Zabielina (ros. Александра Ивановна Забелина, ur. 11 marca 1937 w Moskwie, zm. 27 marca 2022 tamże) – rosyjska florecistka reprezentująca ZSRR, trzykrotna medalistka olimpijska i wielokrotna medalistka mistrzostw świata.
Na igrzyskach olimpijskich w Rzymie w 1960 roku wspólnie z Walentiną Rastworową, Tatjaną Pietrienko, Ludmiłą Sziszową, Walentiną Prudskową i Galiną Gorochową wywalczyła złoto w turnieju drużynowym. Indywidualnie odpadła w ćwierćfinałach. Na rozgrywanych osiem lat później igrzyskach olimpijskich w Meksyku reprezentacja ZSRR w składzie: Jelena Biełowa, Galina Gorochowa, Aleksandra Zabielina, Swietłana Czirkowa i Tatjana Samusienko (Pietrienko) zdobyła drużynowo złoty medal. W rywalizacji indywidualnej tym razem odpadła w drugiej rundzie. Brała też udział w igrzyskach olimpijskich w Monachium w 1972 razem z Biełową, Gorochową, Czirkową i Samusienko zdobywając kolejny złoty medal w zawodach drużynowych. W zawodach indywidualnych dotarła do ćwierćfinałów.
Podczas mistrzostw świata w Londynie w 1956 roku Wiwietta Jagodina, Emma Jefimowa, Tamara Jewpłowa, Walentina Rastworowa, Nadieżda Szytikowa i Aleksandra Zabielina zwyciężyły w zawodach drużynowych. W tej samej konkurencji zdobywała także złote medale na mistrzostwach świata w Filadelfii (1958), mistrzostwach świata w Turynie (1961), mistrzostwach świata w Gdańsku (1963), mistrzostwach świata w Moskwie (1966), mistrzostwach świata w Ankarze (1970) i mistrzostwach świata w Wiedniu (1971) oraz srebrne na mistrzostwach świata w Budapeszcie (1959), mistrzostwach świata w Buenos Aires (1962), mistrzostwach świata w Montrealu (1967) i mistrzostwach świata w Hawanie (1969). Ponadto czterokrotnie zdobywała medale indywidualnie: złote na MŚ 1957 i MŚ 1957 oraz srebrne na MŚ 1961 (za Heidi Schmid z RFN) i MŚ 1966 (za Olgą Szabó-Orbán) i brązowy na MŚ 1966 (za Tatjaną Pietrienko).
W latach 1957–1959, 1962, 1968 i 1972 zdobywała indywidualne mistrzostwo ZSRR. Po zakończeniu kariery pracowała jako trener w Moskwie. Odznaczona Orderem „Znak Honoru”, Medalem „Za pracowniczą dzielność” i Medalem „Za pracowniczą wybitność”.

## Starty olimpijskie
Rzym 1960
- floret drużynowo –  złoto

Meksyk 1968
- floret drużynowo –  złoto

Monachium 1972
- floret drużynowo –  złoto